# 仁者無敵
『仁者無敵』（繁体字: 仁者無敵、英語題：The Invincible Medic）は、香港の無綫電視（TVB）が1980年に制作・放映したテレビドラマ。日本未公開。

## キャスト
- 盧海鵬
- 石修
- 李琳琳
- 景黛音

## 主題歌

### オープニングテーマ
「仁者無敵」
作詞 - 黃霑、作曲・編曲 - 顧嘉煇、歌 - 甄妮

## スタッフ
| 無綫電視系 月曜〜金曜20:00枠                        | 無綫電視系 月曜〜金曜20:00枠               | 無綫電視系 月曜〜金曜20:00枠                    |
| 前番組                                              | 番組名                                     | 次番組                                          |
| --------------------------------------------------- | ------------------------------------------ | ----------------------------------------------- |
| The Discovery Bay （1980年6月30日 - 1980年7月18日） | 仁者無敵 （1980年7月21日 - 1980年8月15日） | 上海グランド2 （1980年8月18日 - 1980年9月12日） |

| スタブアイコン | サブスタブ | この項目は、まだ閲覧者の調べものの参照としては役立たない、テレビ番組に関連した書きかけの項目です。この項目を加筆・訂正などしてくださる協力者を求めています（P:テレビ/PJ:放送または配信の番組）。 |